# Ängesbyn
Ängesbyn is een dorp (småort) binnen de Zweedse gemeente Luleå. Het is dorp is al bekend in de 16e eeuw onder de naam Ingeldzbyn, waarschijnlijk genoemd naar de eerste familie die er kwam wonen: Ingeld. Eerst werd de naam verbasterd en daarna omgezet in het Zweeds. Het is gelegen aan de Persöfjord, vroeger een fjord, nu een binnenmeer. Södra Ängesbyn is een apart gelegen dorp, 1 kilometer ten zuiden van Ängesbyn.
Bestuurscentrum: Luleå (Tätort)
Tätort: Alvik · Antnäs · Bälinge · Bensbyn · Bergnäset · Brändön · Ersnäs · Gammelstad · Jämtön · Kallax · Karlsvik · Klöverträsk · Måttsund · Persön · Råneå · Rutvik · Södra Sunderbyn
Småort: Ale · Ängesbyn · Avan · Björknäs en Harrviken · Björsbyn · Böle · Börjelslandet · Brännan · Bränslan · Fällträsk · Gäddvik · Hagaviken · Midbyn · Mörön · Niemisel · Norra Gäddvik · Örarna · Reveln · Smedsbyn · Södra Prästholm · Sundom · Vitå
Overig: Alhamn · Skäret · Niemiholm